# Dompyong Kulon
Dompyong Kulon is een bestuurslaag in het regentschap Cirebon van de provincie West-Java, Indonesië. Dompyong Kulon telt 3588 inwoners (volkstelling 2010).